# マカオ政庁

マカオ政庁

マカオ政庁（マカオせいちょう、ポルトガル語: Governo de Macau）は、マカオが1999年12月20日に中華人民共和国へ返還されるまで用いられたポルトガルのマカオ統治機関に対する日本語での呼称である。中国語では「澳門政府」である。ただしこの名称は現在のマカオ特別行政区政府の通称と同一であるため、特にこの時期の統治機関を区別するために「澳葡政府」と呼び区別している。

## 沿革
16世紀になると、ポルトガル人がマカオに移り住むようになった。そして1583年にマカオ市議会が置かれ、17世紀にはポルトガルからマカオ総督が赴任するようになるが、この時期のマカオはあくまでも外国人居留地の一種にすぎず、統治権はあくまでも中国側（明・清）にあった。ポルトガルは毎年500両を地代として納めていた。
19世紀、清とイギリスとの間で南京条約が結ばれると、ポルトガルはこれに乗じて、地代納付の拒否、中国側行政機関の閉鎖、タイパ島・コロアネ島の占領などマカオの自国領化を進めていった。1887年、清朝との間に結ばれた中葡和好通商条約で、他国に譲渡しないことを条件にマカオの統治権が正式に認められた。
しかし1966年の一二・三事件を境に、マカオ政庁は形骸化し、1974年のポルトガル本国で勃発したカーネーション革命によってエスタド・ノヴォ体制が崩壊、新政府は全植民地の放棄を決定した。マカオについては「ポルトガルの海外領土」から「ポルトガル統治下にある中国領」へと法的地位を変更した。
ポルトガル政府は中国政府との間で返還交渉を開始し、1987年に発表した中葡共同声明により、1999年12月20日をもって中国に返還されることになった。前日の12月19日をもってマカオ政庁は閉庁し、機能をマカオ特別行政区政府に委譲した。